# Oenothera macrocarpa
Oenothera macrocarpa là một loài thực vật có hoa trong họ Anh thảo chiều. Loài này được Nutt. mô tả khoa học đầu tiên năm 1813.

## Hình ảnh

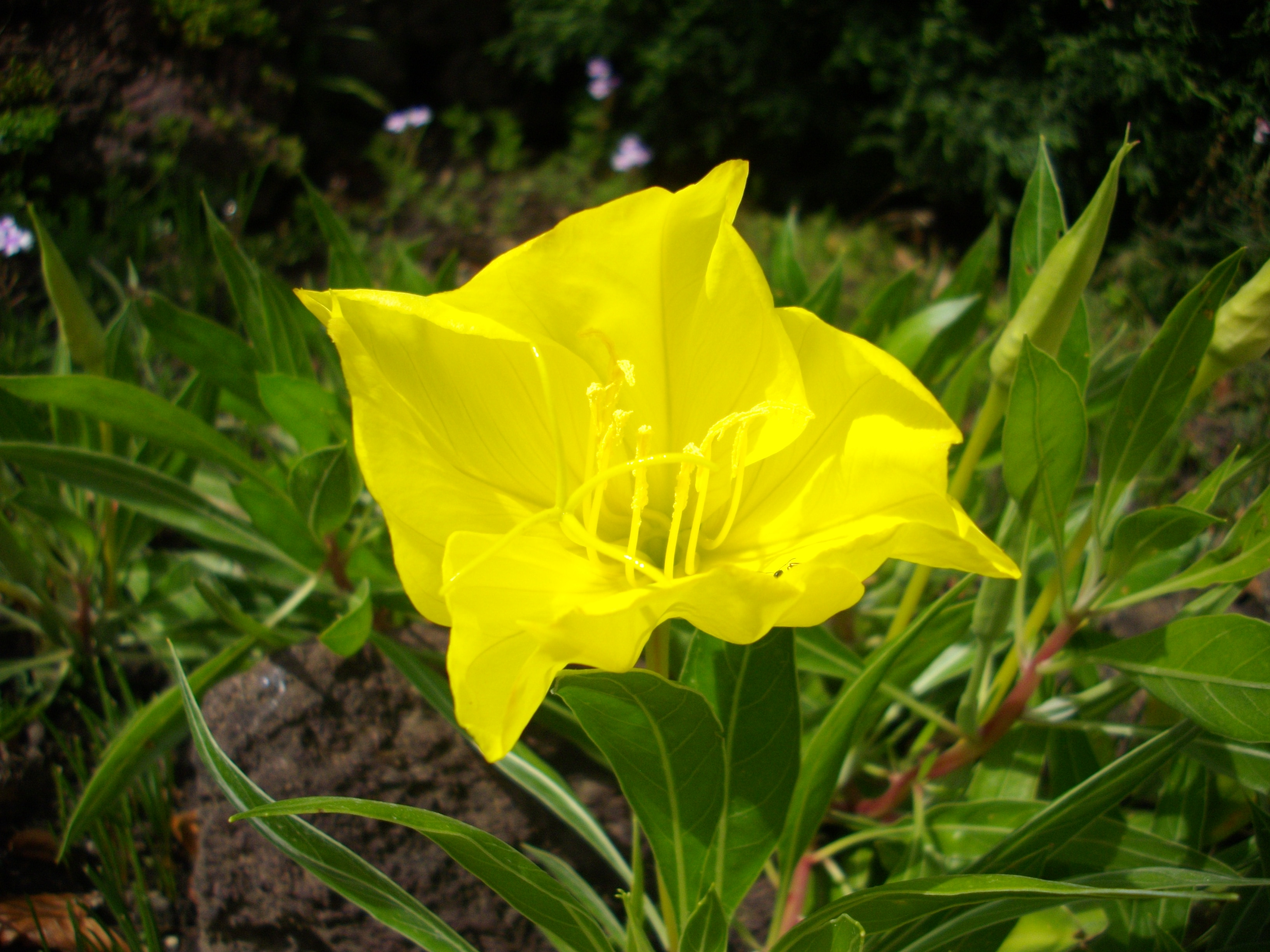
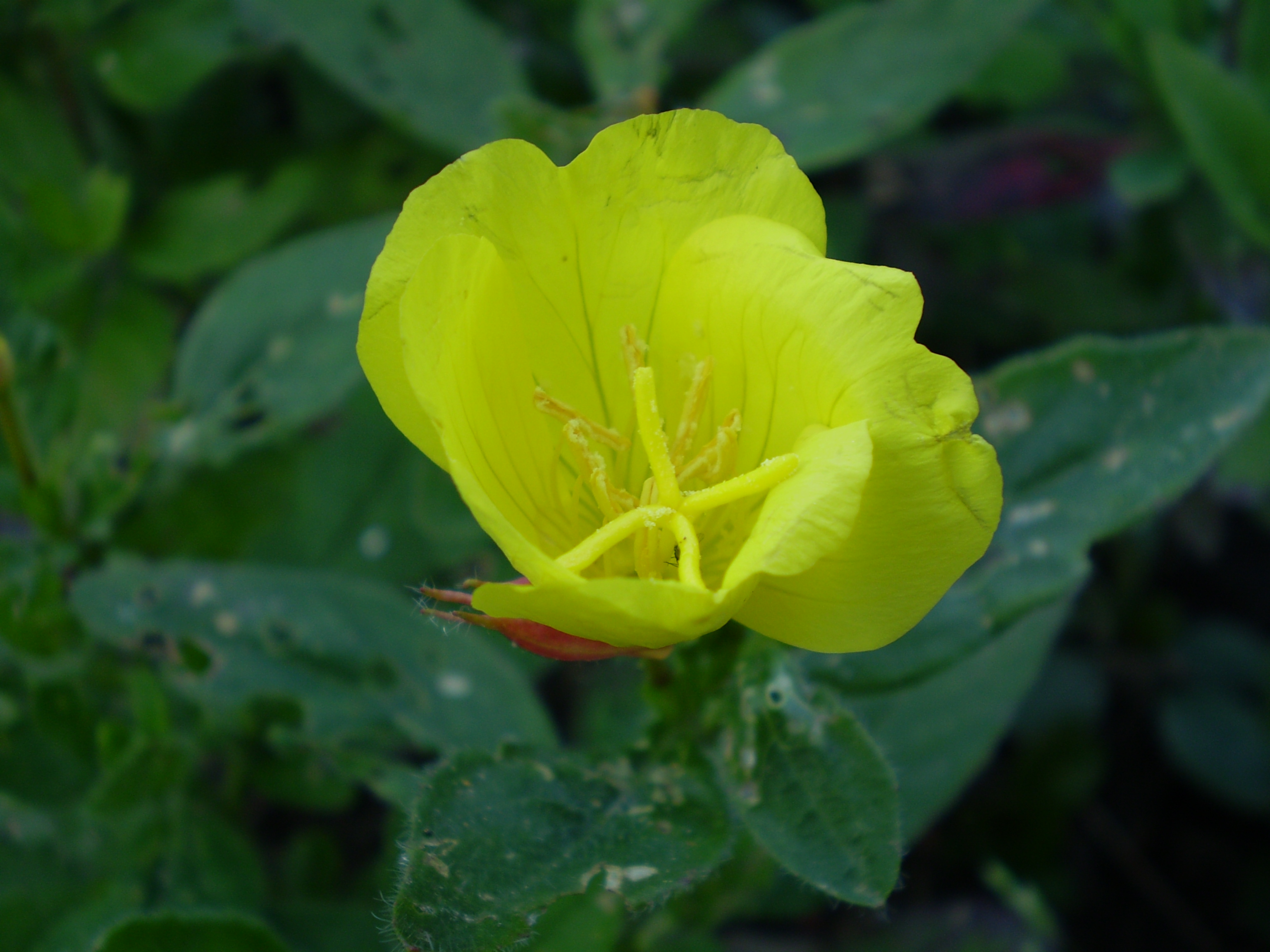
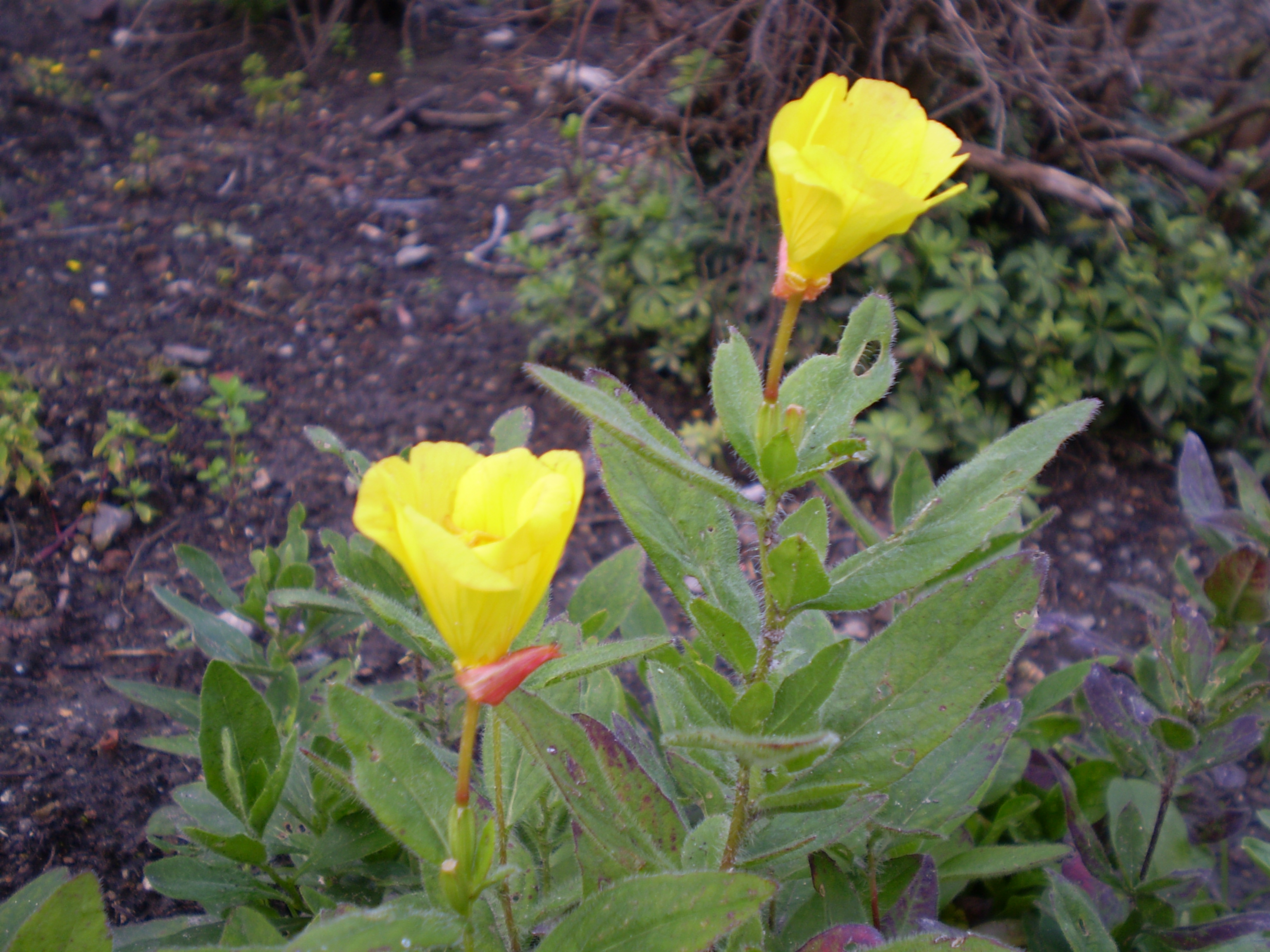
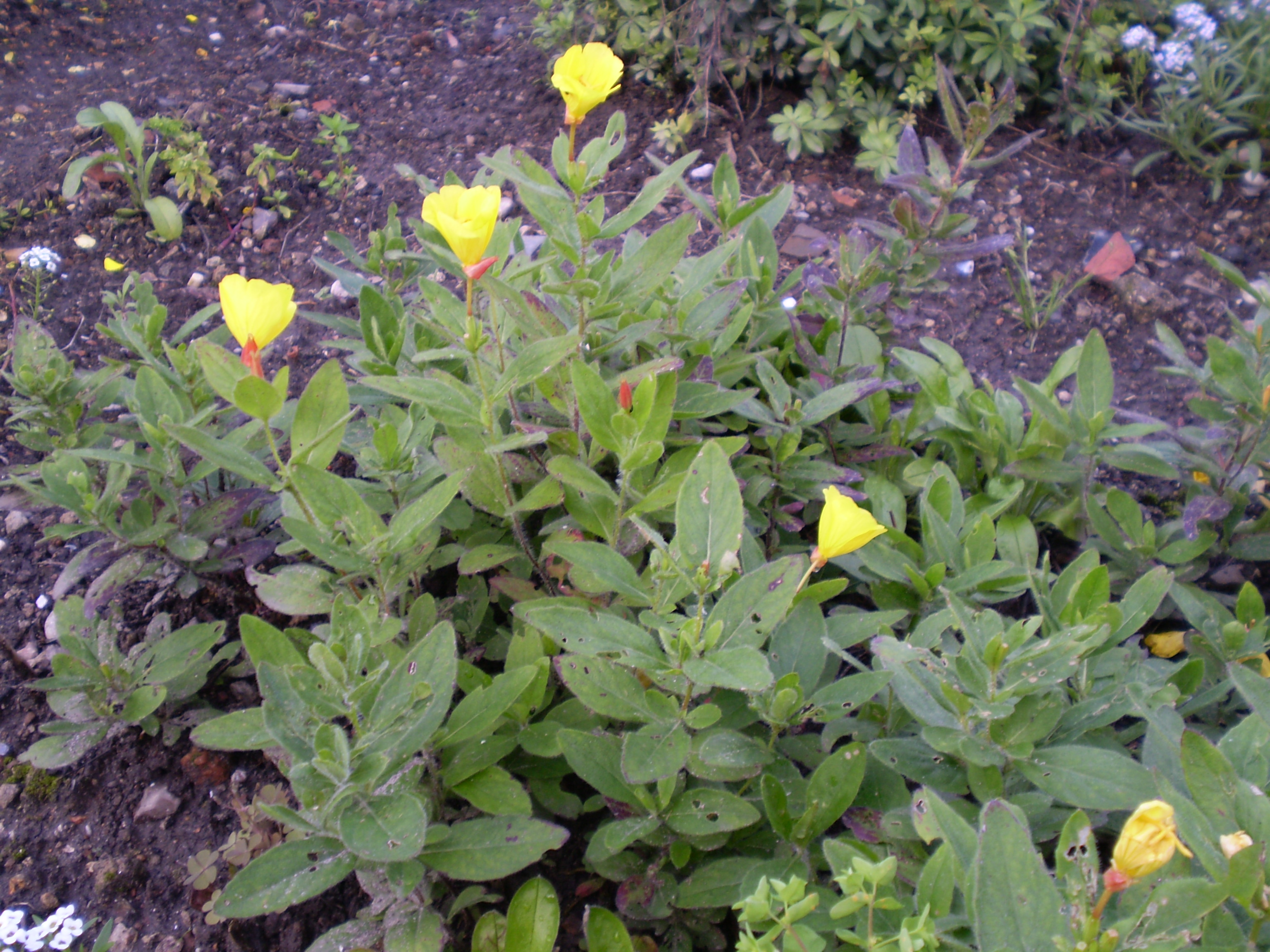